# Марьевка (Куюргазинский район)
Ма́рьевка (баш. Марьевка) — деревня в Куюргазинском районе Республики Башкортостан Российской Федерации. Входит в состав Зяк-Ишметовского сельсовета.

## География

### Географическое положение
Расстояние до:
- районного центра (Ермолаево): ? км,
- центра сельсовета (Зяк-Ишметово): ? км,
- ближайшей ж/д станции (Кумертау): ? км.

## Население
| 2002 | 2009 | 2010 |
| ---- | ---- | ---- |
| 325  | ↗329 | ↘245 |

Национальный состав
Согласно переписи 2002 года, преобладающие национальности — чуваши (35 %), русские (34 %).